# وبر منقط أصفر
وَبْر منقط أصفر[بحاجة لمصدر] (الاسم العلمي: Heterohyrax brucei) (بالإنجليزية: Yellow-spotted Rock Hyrax.)‏ هو نوع من الحيوانات يتبع جنس الوبر المتغاير من الفصيلة الوبرية.